# Scaphocalanus insignis
Scaphocalanus insignis är en kräftdjursart som först beskrevs av Brodsky 1950.  Scaphocalanus insignis ingår i släktet Scaphocalanus och familjen Scolecitrichidae. Inga underarter finns listade i Catalogue of Life.